# Teatro Real de Copenhague
El Teatro Real de Copenhague (en danés: Det Kongelige Teater) es el teatro nacional de Dinamarca. Se ubica en la plaza conocida como Kongens Nytorv, en el centro de la ciudad. Fue fundado en 1748 a iniciativa del rey Federico V, y desde sus inicios ha destacado por ser un escenario multipropósito, presentándose actividades de arte dramático, ópera, ballet y orquesta.
Ha tenido varias demoliciones y remodelaciones, principalmente el teatro de 1857 y el de 1874, para el que hubo un concurso en el que participaron los mejores arquitectos de Dinamarca, resultando vencedor el diseño de Ove Petersen. Frente al edificio actual se pueden apreciar las estatuas en bronce de los dramaturgos Adam Oehlenschläger y Ludvig Holberg.
El Teatro Real es también una institución nacional dependiente del Ministerio Danés de Cultura, y a él pertenecen la Ópera de Copenhague y la Casa de Arte Dramático.

## Edificios para las artes
- El conocido como Old Stage, el original Teatro Real Danés construido en 1874.
- La Ópera de Copenhague (Operaen), construida en 2004.
- El Stærekassen, un teatro art déco adyacente al teatro principal, usado para producciones teatrales.
- El Royal Danish Playhouse es un lugar para "teatro hablado" con tres escenarios, inaugurado en 2008.